# Joe Dean
Robert Joe Dean (Brazil, 26 aprile 1930 – Baton Rouge, 17 novembre 2013) è stato un cestista e dirigente sportivo statunitense, attivo nella NCAA e nella NIBL.

## Carriera
Dopo quattro anni alla New Albany High School, si trasferì alla Louisiana State University, dove disputo quattro stagioni NCAA, venendo nominato per due volte All-SEC. Venne selezionato con la quarta scelta del draft NBA 1952 dagli Indianapolis Olympians, ma invece di giocare nella NBA, optò per i Phillips 66ers della NIBL.
Nel 1956 i 66ers vinsero gli U.S. Olympic Trials e ebbero la possibilità di inviare cinque giocatori alle Olimpiadi di Melbourne. Dean, nonostante fosse il quarto realizzatore della squadra, non venne selezionato. Nel 1958 fu nominato NIBL All-Star.
Nel 2009 è stato inserito nell'LSU All-Century Team e nel 2012 fu introdotto nella  National Collegiate Basketball Hall of Fame.

## Telecronista
Ha ricoperto per 18 anni la posizione di color analyst delle partite della Southeastern Conference per diverse televisioni.

## Dirigente
Divenne direttore atletico della Louisiana State University nel 1987 e mantenne la posizione per 14 anni, fino al 2001.